# Абренский уезд
А́бренский уезд, до 1938 — Я́унлатгальский уезд (латыш. Abrenes apriņķis, Jaunlatgales apriņķis) — бывшая административная единица Латвийской Республики и Латвийской ССР, существовавшая в 1925—1945 годах.
Административным центром уезда с 1925 года являлся Яунлатгале (город c 1933 года), переименованный в 1938 году в Абрене (до 1925 года и с 1944 года — Пыталово).

## Административное деление

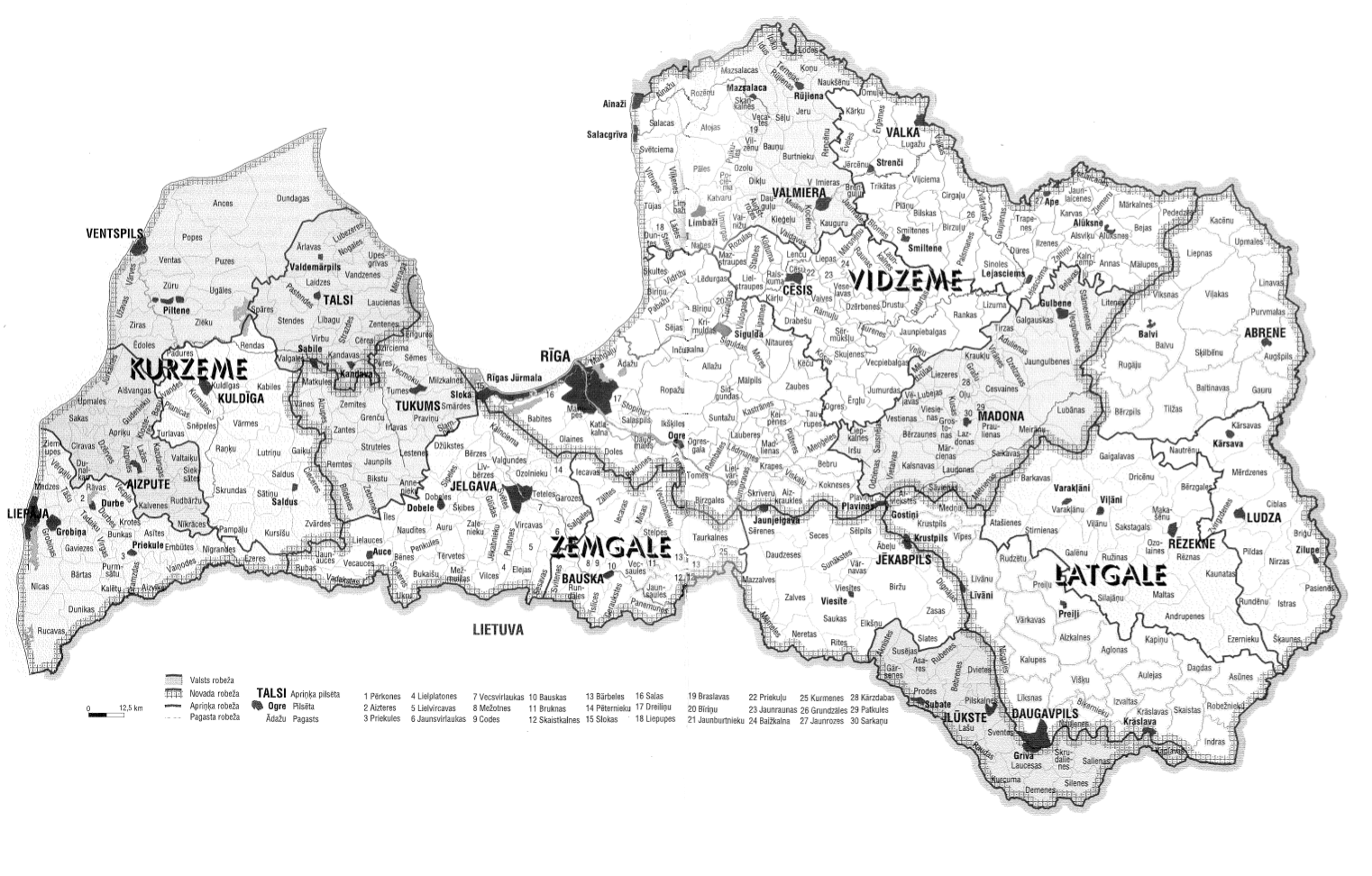
Административная карта Латвии в 1925—1945 годах. Абренский (Яунлатгальский) уезд — на северо-востоке (северная часть Латгалии)

Абренский уезд на начало 1940 года состоял из двух городов и 15 волостей.
Города
- Абрене (Яунлатгале в 1925—1938 гг., до 1925 и с 1944 года — Пыталово)
- Балви

Волости
1. Аугшпилсская волость (латыш. Augšpils pagasts, до 1925 года — Вышгородская волость (латыш. Višgorodas pagasts), центр — Аугшпилс (до 1925 года — Вышгородок)
2. Балтинавская волость (латыш. Baltinavas pagasts, центр — Балтинава)
3. Балвская волость (латыш. Balvu pagasts, центр — Балви)
4. Берзпилсская волость (латыш. Bērzpils pagasts, центр — Берзпилс)
5. Викснинская волость (латыш. Vīksnas pagasts, центр — Виксна)
6. Вилякская волость (латыш. Viļakas pagasts, центр — Виляка)
7. Гаурская (Гавровская) волость (латыш. Gauru pagasts, центр — Гауры или Гавры)
8. Каценская волость (латыш. Kacēnu pagasts, до 1925 года — Качановская волость, латыш. Kačanovas pagasts), центр — Кацены (до 1925 года — Качаново)
9. Лиепнинская волость (латыш. Liepnas pagasts, центр — Лиепна)
10. Линавская (Линовская) волость (латыш. Linavas pagasts, до 1925 года — Толковская волость, латыш. Tolkovas pagasts), центр — Линава или Линово
11. Пурвмальская волость (латыш. Purvmalas pagasts, до 1925 года — Боковская волость, латыш. Bokovas pagasts), центр — Пурвмала (до 1925 года — Носово)
12. Ругайская волость (латыш. Rugāju pagasts, центр — Ругайи)
13. Тилжская волость (латыш. Tilžas pagasts, центр — Тылжа)
14. Упмальская волость (латыш. Upmales pagasts, центр — Горбунова Гора)
15. Шкилбенская волость (латыш. Šķilbēnu pagasts, центр — Шкилбены, Рекова)

## История

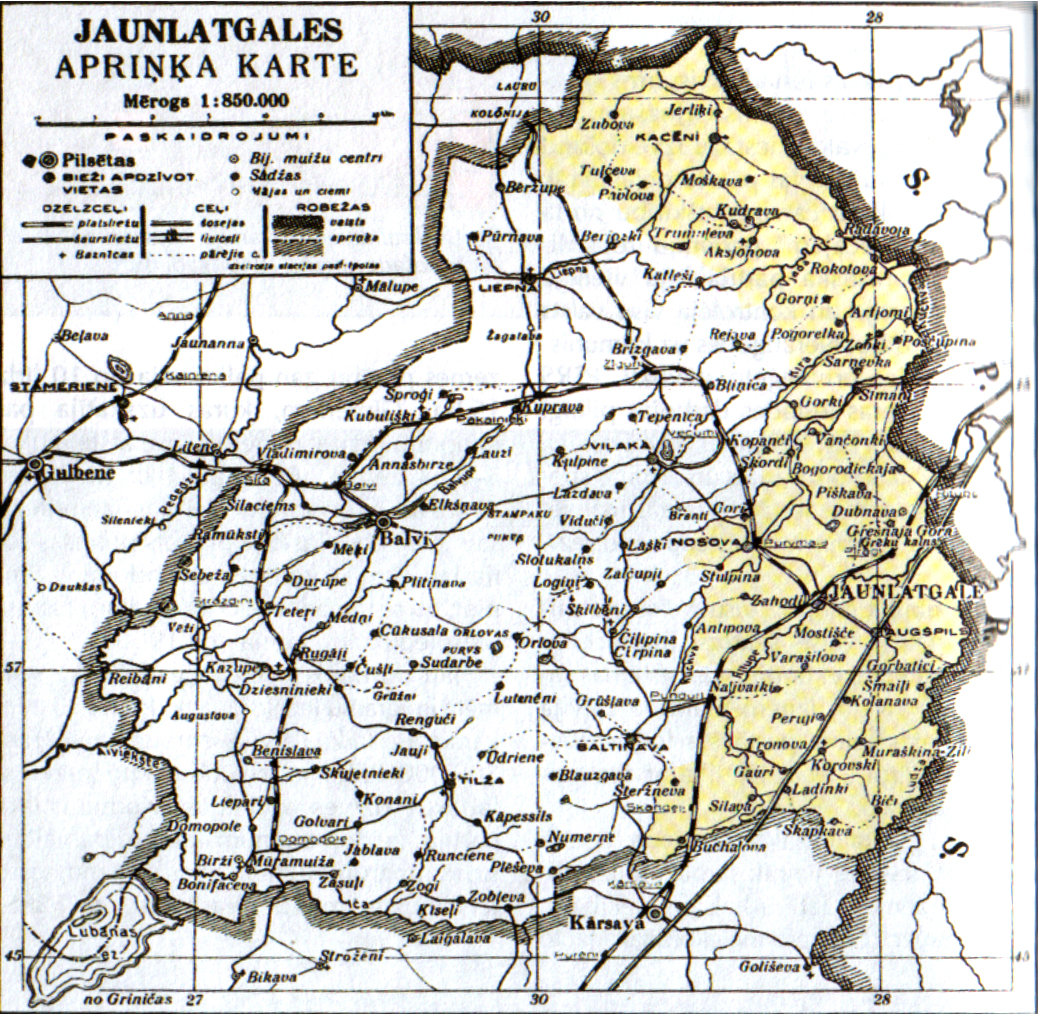
Яунлатгальский (Абренский) уезд. Жёлтым обозначена часть его территории, переданная в состав РСФСР в 1945 году как Пыталовский и Качановский районы Псковской области

Согласно подписанному 11 августа 1920 года мирному договору между Латвией и РСФСР, западная часть Островского уезда Псковской губернии с ж/д станцией Пыталово, имеющая в основном русское население, вошла в состав Латвийской Республики. Территория была включена в состав Лудзенского (бывш. Люцинского) уезда. 1 апреля 1925 года из северной части Лудзенского уезда был образован Яунлатгальский уезд (латыш. Jaunlatgales apriņķis) с центром в Яунлатгале (Новая Латгалия, до 1925 года — Пыталово). 1 апреля 1938 в связи с переименованием города в Абрене, уезд также был переименован в Абренский.
23 августа 1944 года восточная часть уезда площадью в 1075,31 км² (примерно 1/3 от территории уезда), составляющая переданную Латвии в 1920 году территорию (кроме нынешней Педедзенской волости), была передана в состав новообразованной Псковской области РСФСР, формально — 16 января 1945 года с образованием Пыталовского и Качановского районов Псковской области. После восстановления независимости вплоть до 2007 года Латвия оспаривала принадлежность этих территорий.
Оставшаяся большая часть Абренского уезда 12 октября 1945 года была переименована в Вилякский уезд, а в 1949 году в связи с административно-территориальной реформой Вилякский уезд был разделён на Абренский (центр — Виляка) и Балвский районы, позже в 1956 году объединённые в Балвский район, просуществовавший вплоть до 2009 года.

## Население
Население Яунлатгальского уезда по переписи 1935 года составляло 109 794 чел., в том числе:
- латыши (в большинстве своём — латгальцы) — 60 145 чел. (54,8 %)
- русские — 45 885 чел. (41,8 %)
- евреи — 1558 чел. (1,4 %)
- поляки — 697 чел. (0,6 %)
- белорусы — 648 чел. (0,6 %)

При этом в самом уездном центре городе Яунлатгале (Пыталово) проживало 1242 человека, из них русских — 626 чел. (50,4 %), латышей — 484 (39,0 %), евреев — 61 чел. (4,9 %).

### Национальный состав и расселение населения по волостям и уездным городам (перепись 1935 года)
|                                            | всего  | ла- тыши | %       | рус- ские | %       | ев- реи | %       | по- ляки | %      | бело- русы | %      |
| ------------------------------------------ | ------ | -------- | ------- | --------- | ------- | ------- | ------- | -------- | ------ | ---------- | ------ |
| Уезд, всего                                | 109647 | 60145    | 54,85 % | 45885     | 41,85 % | 1558    | 1,42 %  | 697      | 0,64 % | 648        | 0,59 % |
| город Яунлатгале                           | 1242   | 479      | 38,57 % | 626       | 50,40 % | 61      | 4,91 %  | 24       | 1,93 % | 25         | 2,01 % |
| город Балви                                | 2024   | 1466     | 72,43 % | 91        | 4,50 %  | 379     | 18,73 % | 19       | 0,94 % | 33         | 1,63 % |
| Аугшпилсская (Вышгородская) волость        | 8220   | 354      | 4,31 %  | 7732      | 94,06 % | 10      | 0,12 %  | 44       | 0,54 % | 10         | 0,12 % |
| Балвская волость                           | 11038  | 7924     | 71,79 % | 2935      | 26,59 % | 22      | 0,20 %  | 52       | 0,47 % | 59         | 0,53 % |
| Балтинавская волость                       | 8195   | 7113     | 86,80 % | 725       | 8,85 %  | 187     | 2,28 %  | 44       | 0,54 % | 89         | 1,09 % |
| Берзпилсская волость                       | 6456   | 6324     | 97,96 % | 22        | 0,34 %  | 79      | 1,22 %  | 26       | 0,40 % | 1          | 0,02 % |
| Вилякская волость                          | 12275  | 10931    | 89,05 % | 439       | 3,58 %  | 528     | 4,30 %  | 123      | 1,00 % | 211        | 1,72 % |
| Гаурская (Гавровская) волость              | 10857  | 474      | 4,37 %  | 10104     | 93,06 % | 18      | 0,17 %  | 182      | 1,68 % | 12         | 0,11 % |
| Каценская (Качановская) волость            | 10713  | 1812     | 16,91 % | 8796      | 82,11 % | 7       | 0,07 %  | 11       | 0,10 % | 16         | 0,15 % |
| Лиепнинская волость                        | 4768   | 4046     | 84,86 % | 433       | 9,08 %  | 18      | 0,38 %  | 64       | 1,34 % | 63         | 1,32 % |
| Линавская (Линовская) волость              | 6913   | 320      | 4,63 %  | 6568      | 95,01 % | 7       | 0,10 %  | 10       | 0,14 % | 3          | 0,04 % |
| Пурвмальская (Боковская) волость           | 6621   | 2138     | 32,29 % | 4407      | 66,56 % | 6       | 0,09 %  | 41       | 0,62 % | 2          | 0,03 % |
| Ругайская волость                          | 7262   | 6116     | 84,22 % | 885       | 12,19 % | 150     | 2,07 %  | 17       | 0,23 % | 46         | 0,63 % |
| Тилжская волость                           | 6640   | 6108     | 91,99 % | 303       | 4,56 %  | 78      | 1,17 %  | 24       | 0,36 % | 58         | 0,87 % |
| Шкилбенская волость                        | 6423   | 4540     | 70,68 % | 1819      | 28,32 % | 8       | 0,12 %  | 16       | 0,25 % | 20         | 0,31 % |
| итого в границах в совр. Латвии            | 65081  | 54568    | 83,85 % | 7652      | 11,76 % | 1449    | 2,23 %  | 385      | 0,59 % | 580        | 0,89 % |
| итого в границах совр. Пыталовского района | 33853  | 3765     | 11,12 % | 29437     | 86,96 % | 102     | 0,30 %  | 301      | 0,89 % | 52         | 0,15 % |
| итого в границах совр. Качановской волости | 10713  | 1812     | 16,91 % | 8796      | 82,11 % | 7       | 0,07 %  | 11       | 0,10 % | 16         | 0,15 % |

### Комментарии
1. ↑  Современный город Пыталово Пыталовского района Псковской области РФ
2. ↑  Современная Вышгородская волость Пыталовского района Псковской области РФ
3. ↑  Современная Гавровская волость Пыталовского района Псковской области РФ
4. ↑  Современная Качановская волость Палкинского района Псковской области РФ
5. ↑  Современная Линовская волость Пыталовского района Псковской области РФ
6. ↑  Современная Носовская волость Пыталовского района Псковской области РФ